# 전자전대 메가레인저 vs. 카레인저
《전자전대 메가레인저 vs. 카레인저》(일본어: 電磁戦隊メガレンジャーVSカーレンジャー 덴지센타이 메가렌자 타이 카렌자[*])는 《슈퍼 전대 시리즈》의 《전자전대 메가레인저》와 《격주전대 카레인저》의 극장판으로, 카레인저와 오레인저 간의 "VS 시리즈"에 해당하는 작품이다. 1998년 3월 13일 최초의 오리지널 비디오 작품으로서, 공식 공개되었다.

## 개요
《전자전대 메가레인저》과 《격주전대 카레인저》의 크로스 오버 작품인 슈퍼 전대 OV시리즈 제3탄.
메가 레인저의 졸업 사진 촬영시의 에피소드에서 《메가레인저》 TV시리즈 본편에 비정하면 3학기에 들어간 제46이야기 이후 정체가 일반에 알려진 제49말보다 전에 해당한다고 생각한다.
《카레인저》 측은 붉은 레이서로 우에스기 미노루, 《메가레인저》 측은 메가 레드와 메가 옐로의 언동에서 서로의 전대의 존재를 몰랐던 모습으로 사는 전왕국 네지레지아의 Dr.히네라 및 유강데도 카 레인저의 존재를 모르고 놀랄 모습이 보인다.
카레인저의 적이었던 보족크와 동료의 신호원과 천마가 부자는 카메오 출연에 머물고 있으며, 대신 본작 오리지널의 우주 폭주족 헤를 메도우가 등장한다.

## 오리지널 캐릭터

### 우주요정 피코토
우주에서 온 요정. 2억 4000년에 한번 지구에 온다. 평소에는 조개 껍질 속에 들어갔으며 물을 뿌리고 2번 어루만지자, 5개까지 상대방이 원하는 소원을 풀어 준다. 피코 자신은 부드러운 성격이지만 바람의 내용을 선택할 수가 없어 올바른 순서대로 있으면 나쁜 소망에서도 이룬다. 극중에서 이룬 소망과 그 핵심은 케이크(미쿠), 카츠동(쿄스케), 레이저 포(헤르메도), 재생 사이 코네지라 군단(카니네지라), 메가 테쿠타(켄타). 디자인은 시모 요시하루가 담당했다.

### 게 네지레
게형 사이코 네지라. 피코의 힘을 겨냥, 메가레인저 카레인저에게 달려들었다. 방어력이 높고 카 레인저의 공격을 전혀 몰아치는 않았다. 왼손에서 쏘는 게 거품이 주무기. 게 거품을 날려왼손으로는 고압의 물을 보내는 것도 있고 그 능력으로 피코에 소원을 이루게 하고 사이코 나사라 군단을 부활시켰다. 협정을 어긴 헤르메드 모두 싸움을 펼친다. 또 레드 레이서부터 피코토를 강제로 빼앗으려고 하지만 속이고 고기 덮밥을 받아서 늑장을 부리는 사이에 마지막 소원을 메가 레인저에 쓰이고 레인보우 임펄스와 카레인저의 일제 공격으로 쓰러졌다. 비비 데비의 힘으로 거대화하는 양대로 앞에는 이가 서지 않고, 최후는 윙 메가 보이저호를 윙가 스파르탄에 의해서 쓰러졌다.디자인은 시모 요시하루가 담당했다.

### 우주폭푸족 헤르메드
우주 폭주족 중 한명. 자신 전용의 오토바이와 검, 산탄총을 갖고 자신의 힘으로 거대화할 수. 제일 삼성의 우주 감옥에 200년 동안 복역 중이었으나 그 후 탈옥했다. 보족크와의 연관성은 없지만 그들 역시 지구를 〈치큐〉, 변신 전의 켄타들을 '일반 시민'이라고 불렀다. 피코를 손에 넣어 그들이 바라는 폭주족 투성이의 세계"폭주 천국"을 우주에 창조하려. 야망을 방해한 메가 레인저와 교전. 드릴 스나이퍼 커스텀과 멀티 공격 소총을 오토바이에 탑재된 차단 장치로 무효화하되, 메가 실버의 난입으로 궁지에 빠지다. 거대했지만 슈퍼 갤럭시 메가 가토링그 블라스터로 오토바이의 장벽도 파괴되어, 치명 직전에 등신대로 돌아가 도망치다. 그 뒤 카 레인저의 등장으로 작전을 짜던 네지레지아를 이용할 수 있도록 그들과 손 잡고 닷프에 변장하고 피코를 탈취. 첫번째 소원으로 거대 레이저 포를 출현시키고 제일 삼성을 파괴하지만 폭주 천국을 만들겠다는 최대의 소원을 말하기 전에 카니네지라에 피코를 빼앗기다. 막판 피코를 탈환하고자 카니네지라과 대결했지만 힘이 미치지 않고 빈사 상태가 되면서 시보 레나에 의해서 세뇌되고 이후는 네지레지아의 야망 때문 피코를 찾지만 자동차 레인저의 일제 공격과 메가 레인저의 레인보우 임펄스로 쓰러진다.비비 데비의 거대 바이러스를 주입하고 간 2번째의 거대전에서는 제일 삼성을 소멸시킨 레이저 포로 메가 레인저 카 레인저를 소멸하려 들지만 메가 윙거의 윙거 캐논에 의해서 레이저 포를 소멸되어 최후는 RV로의 RV소드·격주을 베어 죽이는에 의해서 쓰러졌다. 디자인은 노자키 아키라가 담당한다. 텔레비전 시리즈에서의 보족크와 다른 폭주족이 직접 담고 있다.

## 캐스트
- 타테 켄타 / 메가 레드 (음성) : 오이시시 토이치
- 엔도 코이치로 / 메가 블랙 (음성) : 에하라 아츠시
- 나미키 슌 / 메가 블루 (음성) : 마츠카제 마사야
- 죠가사키 치사토 / 메가 옐로 (음성) : 타나카 에리
- 이마무라 미쿠 / 메카 핑크 (음성) : 히가시야마 마미
- 하야카와 유사쿠 / 메가 실버 (음성) : 카나이 시게루
- 진나이 쿄스케 / 레드 레이서 : 키시 유지
- 도몬 나오키 / 블루 레이서 : 마스지마 요시히로
- 우에스기 미노루 / 그린 레이서 : 후쿠다 요시히로
- 시노하라 나츠미 / 옐로 레이서 : 모토바시 유카
- 야가미 요우코 / 핑크 레이서 : 쿠루스 아츠코

### 조연
- 쿠보타 에이키치 : 사이토 사토루
- 오오이와 선생 : 노조에 요시히로
- 켄타의 아버지 : 타카츠키 타다시
- 켄타의 어머니 : 오오이 코마치
- 닥터 히네라 : 모리시타 데츠오
- 시보레나 : 죠 아사미

### 내용주
1. ↑  전 총장 가이나모가 점장을 맡는다〈부엌이 우르르도〉 도시락이 등장한다. 또 카레인저의 추억의 사진에는 보족크와 신호원과 천마가 부자가 찍힌 것도 있다.

### 참조화주
1. ↑  VS초기록, p. 64.

## 출저
- 《슈퍼 전대 VS 시리즈 처음 기록 파일》 카도카와 서점, 2001년 9월 25일.ISBN 4-04-853385-1.
- 《도에이 슈퍼 전대 시리즈 35작품 기념 공식 도록 백화 흐드러진다[시모노권]전대 유령 디자인 대감 1995-2012》 글라이드 미디어, 2012년 10월 16일.ISBN 978-4-8130-2180-3.